# Tournoi pré-olympique de l'AFC 1991-1992, premier tour, groupe B
Navigation
Groupe A Groupe C
Cet article donne les résultats des matches du groupe B lors du premier tour du tournoi pré-olympique de l'AFC 1991-1992.

## Villes et stades
Le tournoi a été disputé à Hyderabad en Inde du 4 au 14 août 1991.
| \| Hyderabad \| |
| Hyderabad       |

| Hyderabad |

## Classement
| Rang | Équipe      | Pts | J | G | N | P | Bp | Bc | Diff |  | Résultats (▼ dom., ► ext.) |  |     |     |     |     |
| ---- | ----------- | --- | - | - | - | - | -- | -- | ---- |  | -------------------------- |  | --- | --- | --- | --- |
| 1    | Koweït (en) | 7   | 4 | 3 | 1 | 0 | 6  | 3  | +3   |  | Koweït (en)                |  | 1-1 | 1-0 | 2-1 | 2-1 |
| 2    | Syrie (en)  | 6   | 4 | 2 | 2 | 0 | 3  | 1  | +2   |  | Syrie (en)                 |  |     | 0-0 | 0-1 | 1-0 |
| 3    | Oman (en)   | 4   | 4 | 1 | 2 | 1 | 2  | 2  | 0    |  | Oman (en)                  |  |     |     | 1-0 | 1-1 |
| 4    | Liban (en)  | 2   | 4 | 1 | 0 | 3 | 4  | 5  | -1   |  | Liban (en)                 |  |     |     |     | 3-1 |
| 5    | Inde (en)   | 1   | 4 | 0 | 1 | 3 | 3  | 7  | -4   |  | Inde (en)                  |  |     |     |     |     |

## Détail des rencontres
| 4 août 1991 | Inde (en)       | 1 - 1 | Oman (en)  | Lal Bahadur Shastri Stadium (en) Hyderabad, Inde |                                |
| | Soares (en) 89e | (0 - 0) | Sayeed 46e | Arbitrage : Choochai Buaboocha                   | Arbitrage : Choochai Buaboocha |
| Qadeer Shaikh - Sayeed, Das, Da Silva, Emmanuel - Soares (en) , Dey ( 52e Vijayan (en)), Khushboo, Barreto - Khongsai ( 65e Pereira (en)), Coutinho (en) | Équipes         | Al-Mazroui (en) - Freish, Salmin, Khalifa, Khamis - Sayeed , M. Zaid, K. Zaid, Seif - Ramzan, Eid ( 90e Khalifa) |            | Arbitrage : Choochai Buaboocha                   | Arbitrage : Choochai Buaboocha |

| 5 août 1991                                                                                           | Liban (en) | 0 - 1 | Syrie (en)           | Lal Bahadur Shastri Stadium (en) Hyderabad, Inde |                                                  |
| |            | (0 - 1) | Abdul Razak (en) 32e | Spectateurs : 7 000 Arbitrage : Mohammed Sanhoub | Spectateurs : 7 000 Arbitrage : Mohammed Sanhoub |
| Fakih - El-Jursi, Nahle, Ayoub, Saba - Karmis, Kobeissi ( 73e Mortada), Tahtah - Jamal, Ayach, Dallal | Équipes    | Massih - Abdul Razak (en), Khalaf, Al Helou (en) ( 87e Kanafani), Awad (en), Al Sayed (en) - Al Afash, Sibai (en), Chaeb - Ramadan (en) ( 48e Mando (en)), Khalifa (en) |                      | Spectateurs : 7 000 Arbitrage : Mohammed Sanhoub | Spectateurs : 7 000 Arbitrage : Mohammed Sanhoub |

| 7 août 1991 | Koweït (en)      | 1 - 0                                                                                              | Oman (en) | Lal Bahadur Shastri Stadium (en) Hyderabad, Inde |                        |
| | Al Ahmad (en) 6e | (1 - 0)                                                                                            |           | Arbitrage : Abu-Ashwan                           | Arbitrage : Abu-Ashwan |
| Al Majidi (en) - Hussain (en), Al Hadyah, Mohammad, Wabran (en) - Al Ahmad (en) , Al Dakhi (en), Haji, Al Lanqawi (en) - Marzouq (en), Ahmad | Équipes          | Al-Mazroui (en) - Freish, Salmin , Abdraboh, Khamis - Sayeed, M. Zaid, Seif, K. Zaid - Ramzan, Eid |           | Arbitrage : Abu-Ashwan                           | Arbitrage : Abu-Ashwan |

| 8 août 1991 | Inde (en)        | 1 - 3 | Liban (en)                | Lal Bahadur Shastri Stadium (en) Hyderabad, Inde |                               |
| | Vijayan (en) 58e | (0 - 2) | Jamal 7e 16e · Dallal 82e | Arbitrage : Hossain Khoshkhan                    | Arbitrage : Hossain Khoshkhan |
| Qadeer Shaikh - Das, Da Silva, Emmanuel, Pereira (en) - Soares (en), Khushboo ( 80e A.Shantakumar), Barreto ( 63e P.R.Harshan), Coutinho (en) - Morshed, Vijayan (en) | Équipes          | Fakih - El-Jursi ( 62e El-Ghor), Nahle , Ayoub, Saba - Karmis, Kobeissi, Tahtah ( 46e Messelmani), Jamal - Ayach, Dallal |                           | Arbitrage : Hossain Khoshkhan                    | Arbitrage : Hossain Khoshkhan |

| 9 août 1991 | Syrie (en)           | 1 - 1 | Koweït (en)     | Lal Bahadur Shastri Stadium (en) Hyderabad, Inde |                                |
| | Abdul Razak (en) 44e | (1 - 1) | Wabran (en) 12e | Arbitrage : Nathan Subramaniam                   | Arbitrage : Nathan Subramaniam |
| Massih - Abdul Razak (en), Khalaf ( 46e Al Helou (en)), Kanafani, Awad (en) - Al Sayed (en), Al Afash, Sibai (en) , Chaeb - Khalifa (en), ? | Équipes              | Al Majidi (en) - Hussain (en), Al Hadyah, Mohammad, Wabran (en) - Al Ahmad (en), Al Dakhi (en) ( 82e Al-Huwaidi Jasem Al Huwaidi), Al Lanqawi (en), Haji ( 63e Al Khudhari) - Marzouq (en), Sadoun |                 | Arbitrage : Nathan Subramaniam                   | Arbitrage : Nathan Subramaniam |

| 10 août 1991 | Oman (en)   | 1 - 0                                                                                               | Liban (en) | Lal Bahadur Shastri Stadium (en) Hyderabad, Inde |                        |
| | Khalifa 55e | (0 - 0)                                                                                             |            | Arbitrage : M. Kunalan                           | Arbitrage : M. Kunalan |
| Al-Ghilani - S. Seif, Salmin, Abdraboh ( 82e Bukhait), Khamis - Sayeed, M. Zaid, M. Seif, K. Zaid - Eid, Khalifa | Équipes     | Fakih - El-Ghor , Nahle, Ayoub, Saba - Karmis, Mortada, Tahtah ( 59e Farhat), Jamal - Ayach, Dallal |            | Arbitrage : M. Kunalan                           | Arbitrage : M. Kunalan |

| 11 août 1991 | Syrie (en)       | 1 - 0 | Inde (en) | Lal Bahadur Shastri Stadium (en) Hyderabad, Inde |                                      |
| | Khalifa (en) 85e | (0 - 0) |           | Arbitrage : Ibrahim Leamash Abdullah             | Arbitrage : Ibrahim Leamash Abdullah |
| Massih - Abdul Razak (en) ( 58e Kanafani), Khalaf, Al Helou (en), Awad (en) - Al Sayed (en), Al Afash , Chaeb, Maher - Khalifa (en), Ramadan (en) ( 46e Mando (en)) | Équipes          | Ansari - Cardozo, Bey ( Vijayan (en)), Razi, Das - Da Silva, Emmanuel, Pereira (en), Coutinho (en) - Khongsai ( 55e P.R.Harshan), Morshed |           | Arbitrage : Ibrahim Leamash Abdullah             | Arbitrage : Ibrahim Leamash Abdullah |

| 12 août 1991 | Liban (en)     | 1 - 2 | Koweït (en)                             | Lal Bahadur Shastri Stadium (en) Hyderabad, Inde |                               |
| | Messelmani 13e | (1 - 0) | Marzouq (en) 61e (pen.) · Al Hadyah 78e | Arbitrage : Hassan Al Behairi                    | Arbitrage : Hassan Al Behairi |
| Hachem - Radwan ( 78e Tahtah), Nahle, Ayoub, Saba - Messelmani ( 67e Karmis ), Mortada, Farhat, Jamal - Ayach, Dallal | Équipes        | Al Majidi (en) - Hussain (en), Al Hadyah, Mohammad ( 80e Al Khudhari), Wabran (en) - Al Ahmad (en), Al Dakhi (en), Al Lanqawi (en) , Haji - Marzouq (en), Sadoun ( 46e Al-Huwaidi) |                                         | Arbitrage : Hassan Al Behairi                    | Arbitrage : Hassan Al Behairi |

| 13 août 1991 | Oman (en) | 0 - 0 | Syrie (en) | Lal Bahadur Shastri Stadium (en) Hyderabad, Inde |                               |
| |           | (0 - 0) |            | Arbitrage : Hossain Khoshkhan                    | Arbitrage : Hossain Khoshkhan |
| Al-Ghilani - Salmin, Khamis, Sayeed, M. Zaid - Seif, K. Zaid ( 61e Bukhait), Eid, Khalifa - Ramadhan ( 46e Nasib), ? | Équipes   | Massih - Abdul Razak (en), Khalaf, Kanafani ( 46e Al Helou (en)), Awad (en) - Al Sayed (en), Chaeb, Sibai (en), Mando (en) ( 79e Firas) - Khalifa (en), Ramadan (en) |            | Arbitrage : Hossain Khoshkhan                    | Arbitrage : Hossain Khoshkhan |

| 14 août 1991 | Koweït (en)                        | 2 - 1 | Inde (en)        | Lal Bahadur Shastri Stadium (en) Hyderabad, Inde |                        |
| | Al Khudhari 72e · Marzouq (en) 85e | (0 - 0) | Pereira (en) 88e | Arbitrage : M. Kunalan                           | Arbitrage : M. Kunalan |
| Al Majidi (en) - Hussain (en), Al Khudhari, Al Hadyah, Mohammad - Wabran (en), Al Dakhi (en), Al Lanqawi (en), Haji - Al Eisa, Marzouq (en) | Équipes                            | Ansari - Cardozo, Bey ( Dey (en)), Razi, Das - Da Silva, Barreto, Emmanuel, Pereira (en) - Soares (en), Coutinho (en) ( Vijayan (en)) |                  | Arbitrage : M. Kunalan                           | Arbitrage : M. Kunalan |